# Ерни Брандтс
Ерни Брандтс (хол. Ernie Brandts; 3. фебруар 1956) бивши је холандски фудбалер.

## Каријера
Играо је за локални клуб Де Спринкханен. Потом се придружио Де Графсхапу када је имао 17 година. После три сезоне прешао је у ПСВ Ајндховен са којим је освојио две титуле у холандској Ередивизији. Касније је играо за Роду из Керкрадеа, МВВ Мастрихт и белгијски Жерминал Екерен. Вратио се у свој први професионални клуб Де Графсхап, где је завршио играчку каријеру.
Брандтс је одиграо 28 утакмица и постигао пет голова за фудбалску репрезентацију Холандије. Играо је на Светском првенству 1978. године. У мечу другог кола против Италије постао је први играч који је постигао голове за оба тима у истом мечу на Светском првенству. Прво је постигао аутогол у 18. минуту, а потом и за изједначење Холандије у 50. минуту. Његов саиграч Арије Хан је на крају постигао победнички гол, чиме је Холандија победила резултатом 2:1. Холандија је на крају заузела друго место, у финалу су изгубили од Аргентине. Учествовао је на Европском првенству у Италији 1980. године.
Након завршетка играчке каријере, радио је као фудбалски тренер. Углавном је водио холандске и афричке клубове.

## Успеси
ПСВ Ајндховен
- Ередивизија: 1977/78, 1985/86.
- Куп УЕФА: 1977/78.

Холандија
- Светско првенство финале: 1978.